# Lima Challenger 2023
Il Lima Challenger 2023 è stato un torneo maschile di tennis professionistico giocato sulla terra rossa. È stata la 24ª edizione del torneo, facente parte della categoria Challenger 50 nell'ambito dell'ATP Challenger Tour 2023. Si è giocato al Centro Promotor de Tenis de Miraflores di Lima, in Perù, dal 21 al 26 agosto 2023.

## Partecipanti

### Teste di serie
| Nazionalità | Giocatore                | Ranking* | Testa di serie |
| ----------- | ------------------------ | -------- | -------------- |
| Argentina   | Juan Pablo Ficovich      | 272      | 1              |
| Argentina   | Renzo Olivo              | 280      | 2              |
| Brasile     | João Lucas Reis da Silva | 287      | 3              |
| Bolivia     | Murkel Dellien           | 288      | 4              |
| Brasile     | Gustavo Heide            | 343      | 5              |
| Cile        | Gonzalo Lama             | 372      | 6              |
| Brasile     | Daniel Dutra da Silva    | 402      | 7              |
| Perù        | Gonzalo Bueno            | 445      | 8              |

* Ranking al 14 agosto 2023.

### Altri partecipanti
I seguenti giocatori hanno ricevuto una wild card per il tabellone principale:
- Milledge Cossu
- Arklon Huertas del Pino
- Conner Huertas del Pino

I seguenti giocatori sono passati dalle qualificazioni:
- Matías Franco Descotte
- Victor Lilov
- Pedro Sakamoto
- Juan Carlos Prado Ángelo
- Ignacio Buse
- Guido Iván Justo

## Punti e montepremi
| Torneo    | Torneo              | V     | F     | SF    | QF    | 2T  | 1T  | Q | Q2  | Q1  |
| Singolare | Punti               | 50    | 30    | 17    | 9     | 4   | 0   | 3 | 1   | 0   |
| Singolare | Premi in denaro ($) | 5,500 | 3,260 | 1,900 | 1,120 | 660 | 395 | – | 215 | 125 |
| Doppio    | Punti               | 50    | 30    | 17    | 9     | –   | 0   | – | –   | –   |
| Doppio    | Premi in denaro ($) | 2,130 | 1,250 | 745   | 435   | –   | 245 | – | –   | –   |

## Campioni

### Singolare
Álvaro Guillén Meza ha sconfitto in finale  Blaise Bicknell con il punteggio di 7–6(3), 6–1.

### Doppio
Gonzalo Bueno /  Daniel Vallejo hanno sconfitto in finale  Ignacio Buse /  Jorge Panta con il punteggio di 6–4, 6–2.